# Лукашенки
Лукашенки — це білоруський та українськи рід. Походить із села Собичеве Сумської області України. Найвідоміші з родини — 1-й президент Білорусі Олександр Лукашенко, а також його сини Віктор і Дмитро. Представники роду живуть у Білорусі, Канаді, Росії та Україні.

## Труднощі при складанні родоводу
Походження та родинні зв'язки Олександра Лукашенко недостатньо досліджені і базуються головним чином на газетних публікаціях, численних версіях та чутках. Білоруська влада не сприяє оприлюдненню цієї інформації, а сам Лукашенко не любить говорити про свою сім'ю.
Спорідненість білоруських та українських Лукашенків залишається незрозумілою. 2003 року нащадок української промисловості Джеймс Лукашенко попросив Олександра Лукашенка про особисту зустріч, наполягаючи на спорідненості крові. Але зустріч не відбулася, і, як повідомила Наталія Пяткевич, «ніхто не намагався перевірити стосунки».
Походження батька колишнього президента Білорусі також невідоме. Висунуто різні версії, багато з них колишні односельці президента, згідно з якими батьками Олександра Лукашенка були циганський коваль Григорій, єврей Гірш та місцевий білоруський лісник.
Через відмову дружини президента переїхати з ним після перемоги на виборах 1994 року до Мінська у ЗМІ йшла мова про можливе розлучення.
2004 року за неофіційними даними, у Лукашенко народився ще один син, матір'ю була особиста лікарка президента Ірина Абельська. 2001 року її було призначено головним лікарем Республіканської лікарні при адміністрації президента, а її мати, Людмила Постоялка, незабаром була призначена міністром охорони здоров'я Білорусі. Частково ці дані підтвердив сам Лукашенко, заявивши, що він готує наступника. Але, можливо, мова йшла про онука, також Олександра.
2007 року Ірину Абельську звільнили, і її роботу було розкритиковано Лукашенком. Поява Олександра Лукашенко з чотирирічним хлопчиком під час численних візитів підтверджує думку, що у президента є третій син.

## Родовід
```
                                    Іван
                        ______________|____________
                       |                           |
                  Василь (1870-?)           Трофим
[
3
]

  _____________________|_________            ______|________________________________
 |        |            |         |          |                                        |
Дмитро
[
4
]
 Іван         Петро
[
5
]
  Василь
[
6
]
 Катерина                                Ганна (1922-)
 |         |           |         |          |                                        |   
 |       __|__         |         |          |                                        |
 |      |     |        |         |          |                                        |
Федір
[
7
]
?, д. ?, д. Василь
[
8
]
  Пітро  
Олександр
 (1954-) ∞ 
Галина Лукашенко
[
9
]
 Лариса (1943-2007)
[
10
]

                       
                       |                         _______|___________________________________
                 Джеймз (1967-)
[
11
]
               |                |                         |
                                                                
                                            
Віктор
 (1975-)    
Дмитро
 (1979-)       Микола (2004-)
[
12
]
             
                                                 |
                                              Олександр
```